# رون بيلامي
رون بيلامي (بالإنجليزية: Ron Bellamy)‏ (13 ديسمبر 1964 بسافانا في الولايات المتحدة - ) هو ملاكم أمريكي.

## روابط خارجية
- رون بيلامي على موقع بوكس ريك (الإنجليزية) (registration required)